# Statens husholdningsråd
|  | Denne artikel er oprettet af botten Steenthbot ud fra en ekstern database. Den kan derfor have sproglige fejl eller mangler. Denne skabelon kan fjernes efter kontrol af indholdet. |

Statens husholdningsråd er en dansk dokumentarfilm fra 1955 instrueret af Jens Henriksen.

## Handling
Arbejdsgangen i Rådet, hvor man besvarer spørgsmål telefonisk såvel som skriftligt. F.eks. Om pletfjerning, kostproblemer, køkkenredskabernes velegnethed mm. Desuden vises arbejdet i laboratoriet.